# Enarmonia
Enarmonia is een geslacht van vlinders uit de familie van de bladrollers (Tortricidae).

## Soorten
Deze lijst van 219 stuks is mogelijk niet compleet.
- E. acrocausta (Turner, 1925)
- E. aechmobola Meyrick, 1935
- E. aeologramma (Meyrick, 1916)
- E. aeolornis (Meyrick, 1930)
- E. aetheria (Turner, 1946)
- E. albicana (Motschulsky, 1866)
- E. alternans Diakonoff, 1953
- E. amphilecta (Meyrick, 1925)
- E. amphitorna (Turner, 1916)
- E. anamnestis (Meyrick, 1928)
- E. ancoloba (Meyrick, 1922)
- E. angleseana Kearfott, 1907
- E. anthracotis (Meyrick, 1913)
- E. anticipans (Meyrick, 1927)
- E. antitheta (Meyrick, 1911)
- E. aphrospila (Meyrick, 1921)
- E. araucariae (Pastrana, 1950)
- E. areata (Meyrick, 1918)
- E. argyrocyrta (Turner, 1938)
- E. argyroela (Turner, 1946)
- E. atrana (Mabille, 1900)
- E. atrochalybaeana (Walker, 1863)
- E. atrorufana (Walker, 1863)
- E. aulacodes (Lower, 1902)
- E. bagdadiana (Amsel, 1949)
- E. borbana (Felder, 1875)
- E. boulderana (McDunnough, 1942)
- E. caeruleana (Walsingham, 1879)
- E. calliglypta (Meyrick, 1932)
- E. callizona (Meyrick, 1911)
- E. campestris (Meyrick, 1914)
- E. carana (Walker, 1863)
- E. cassiana (Da Costa Lima, 1952)
- E. catabanana (Rebel, 1931)
- E. cinnabaritis (Meyrick, 1928)
- E. colorana (Kearfott, 1907)
- E. coluteana (Amsel, 1959)
- E. compensata (Walker, 1863)
- E. comptana (Walker, 1863)
- E. conclusana (Walker, 1863)
- E. confertana (Walker, 1863)
- E. conficitana (Walker, 1863)
- E. conversana (Walsingham, 1879)
- E. crassicornis Walsingham, 1907
- E. cupressana (Kearfott, 1907)
- E. cyanocephala (Meyrick, 1921)
- E. cyanograpta (Meyrick, 1928)
- E. cyanosticha (Turner, 1946)
- E. cynicopis (Meyrick, 1938)
- E. chalybdica (Meyrick, 1922)
- E. chlamydata (Meyrick, 1924)
- E. chlorostola (Meyrick, 1932)
- E. choleropa (Meyrick, 1913)
- E. chromataspis (Meyrick, 1921)
- E. chrysocosma (Meyrick, 1920)
- E. daedolota (Meyrick, 1916)
- E. decor Kawabe, 1978
- E. decretana (Walker, 1863)
- E. dehaisiana Lucas
- E. delomilta (Turner, 1946)
- E. deloxantha (Turner, 1946)
- E. dentatana (Walker, 1864)
- E. detrita (Meyrick, 1928)
- E. dimidiata (Walsingham, 1891)
- E. diremptana (Walker, 1863)
- E. disperma (Meyrick, 1931)
- E. dissias (Meyrick, 1907)
- E. dohrniana (Zeller, 1863)
- E. duodecemstriata (Walsingham, 1884)
- E. dyarana Kearfott, 1907
- E. dyserasta (Turner, 1916)
- E. eclipsana (Zeller, 1875)
- E. edwardsiana Kearfott, 1907
- E. egregiana (Felder, 1875)
- E. elevata (Meyrick, 1916)
- E. ethelinda (Meyrick, 1934)
- E. euclera (Meyrick, 1921)
- E. eucyanea (Walsingham, 1914)
- E. eudesma (Walsingham, 1914)
- E. euryteles (Meyrick, 1936)
- E. euthenopa (Meyrick, 1921)
- E. examplaris (Meyrick, 1911)
- E. excoriata (Meyrick, 1918)
- E. exocentra (Meyrick, 1939)
- E. exsurgens (Meyrick, 1922)
- E. fana Kearfott, 1907
- E. ferraria (Turner, 1916)
- E. flammeata Kuznetsov, 1971
- E. floricolana (Meyrick, 1881)
- E. formosana

Schorsboorder Scopoli, 1763
- E. furiosa (Meyrick, 1922)
- E. guttifera (Meyrick, 1913)
- E. gypsothicta (Meyrick, 1938)
- E. haemograpta (Meyrick, 1928)
- E. halmyris (Meyrick, 1909)
- E. hemicosma (Lower, 1908)
- E. hemisphaerana (Walsingham, 1897)
- E. heptacopa (Meyrick, 1916)
- E. heringiana (Jackh., 1951)
- E. hilaris (Turner, 1916)
- E. hornigiana (Lederer, 1855)
- E. ichthyura (Meyrick, 1926)
- E. imitativa (Heinrich, 1926)
- E. improbana (Snellen, 1872)
- E. incultana (Walker, 1866)
- E. infausta Walsingham, 1900
- E. inflata (Meyrick, 1916)
- E. influxana (Walker, 1863)
- E. interstinctana (Clemens, 1860)
- E. iridescens (Meyrick, 1881)
- E. jaculatrix (Meyrick, 1910)
- E. jamaicana Walsingham, 1897
- E. kurokoi (Amsel, 1960)

- E. lana Kearfott, 1907
- E. laricicolana (Kuznetsov, 1960)
- E. lathraeopa (Meyrick, 1922)
- E. latiferana (Walker, 1863)
- E. leptogramma (Meyrick, 1913)
- E. leucatma (Meyrick, 1925)
- E. leucostoma (Meyrick, 1912)
- E. libertina (Heinrich, 1926)
- E. lornacula (Lower, 1899)
- E. lotana (Chrétien, 1915)
- E. lucobasis (Busck, 1917)
- E. luminosa (Heinrich, 1926)
- E. lunatana (Walsingham, 1879)
- E. magnetica (Meyrick, 1928)
- E. major (Walsingham, 1900)
- E. malesana (Meyrick, 1920)
- E. mamertina (Meyrick, 1920)
- E. martia (Meyrick, 1911)
- E. menoides (Walsingham, 1914)
- E. metallcozma (Lower, 1902)
- E. minuscula Kuznetsov, 1981
- E. mixographa (Meyrick, 1939)
- E. modica (Meyrick, 1913)
- E. monstratana (Walker, 1863)
- E. motrix (Berg, 1891)
- E. multistrigana Chrétien
- E. nicomacha (Meyrick, 1921)
- E. ninana (Riley, 1891)
- E. novarana (Felder, 1874)
- E. nucleana (Felder, 1874)
- E. obliqua Walsingham, 1907
- E. obnixa (Meyrick, 1921)
- E. obtecta (Meyrick, 1922)
- E. obtusana (Walker, 1863)
- E. ocnogramma (Meyrick, 1910)
- E. orbitana (Berg, 1875)
- E. orthopyrga (Meyrick, 1922)
- E. oxytropidis (Martin, 1912)
- E. packardi (Zeller, 1875)
- E. paludiphila (Toll, 1957)
- E. parichnota (Meyrick, 1921)
- E. parvisignana (Meyrick, 1881)
- E. pentasticta (Meyrick, 1916)
- E. perfricta (Meyrick, 1920)
- E. periculosa (Meyrick, 1913)
- E. perlaeta (Walsingham, 1914)
- E. perrupta (Meyrick, 1922)
- E. pessota (Meyrick, 1911)
- E. pinguisana (Walker, 1863)
- E. piperana (Kearfott, 1907)
- E. platydryas (Meyrick, 1932)
- E. plectana (Felder, 1875)
- E. plectocosma (Meyrick, 1921)
- E. plenana (Walker, 1863)
- E. plerota (Meyrick, 1921)
- E. polymetalla (Turner, 1916)
- E. primigena (Meyrick, 1912)
- E. prosperana Kearfott, 1907
- E. prunivora (Walsh, 1868)
- E. prunivorana (Ragonot, 1880)
- E. psamminitis (Meyrick, 1913)
- E. pulchella (Walsingham, 1914)
- E. pycnochra (Meyrick, 1920)
- E. pycnota (Meyrick, 1914)
- E. pyraspis (Meyrick, 1928)
- E. pyrozona (Meyrick, 1916)
- E. quadrangulana (Rebel, 1917)
- E. quinquestrigana (Walker, 1866)
- E. reflectrix (Meyrick, 1928)
- E. remyana (Kollar, 1832)
- E. renselariana (Cramer, 1781)
- E. responsana (Walker, 1863)
- E. rhodaspis (Meyrick, 1928)
- E. rubiginosana (Walker, 1863)
- E. selectana (Walker, 1863)
- E. serratula Diakonoff, 1948
- E. signifer (Walsingham, 1914)
- E. sinapichroa (Turner, 1926)
- E. spumans (Meyrick, 1930)
- E. staphiditis (Meyrick, 1930)
- E. stelocosma (Meyrick, 1925)
- E. stelosema (Meyrick, 1931)
- E. stictobathra (Meyrick, 1916)
- E. stirpicola (Meyrick, 1926)
- E. strigulana (Walker, 1863)
- E. subtilana (Felder, 1875)
- E. taocosma (Meyrick, 1914)
- E. tephraea (Meyrick, 1911)
- E. terminana (Walker, 1863)
- E. tetramita (Turner, 1925)
- E. tetrasticta (Meyrick, 1909)
- E. tetrazancla (Turner, 1925)
- E. thoenarcha (Meyrick, 1911)
- E. tonosticha (Meyrick, 1922)
- E. tonsana (Walker, 1863)
- E. tornosticha (Turner, 1946)
- E. transcatulana (Zeller, 1877)
- E. transductana (Walker, 1863)
- E. trigonoptila (Meyrick, 1921)
- E. tristrigana (Clemens, 1865)
- E. victrix (Meyrick, 1918)
- E. violescens (Meyrick, 1918)
- E. vitrana (Walsingham, 1879)
- E. walsinghamii (Butler, 1882)
- E. xylocrossa (Meyrick, 1939)
- E. zapyrana (Meyrick, 1881)